# Глухое (озеро, Марий Эл)
Глухое (мар. Сузак Ер, Сӱзаер) — озеро в Республике Марий Эл Российской Федерации. Находится на территории национального парка «Марий Чодра».

## Топонимика
Лимноним русского происхождения, указывает на физический характер озера, то есть закрытое, непроточное. По другой версии — сокращённый вариант от марийского названия «Сузаер» — Глухариное.

## География

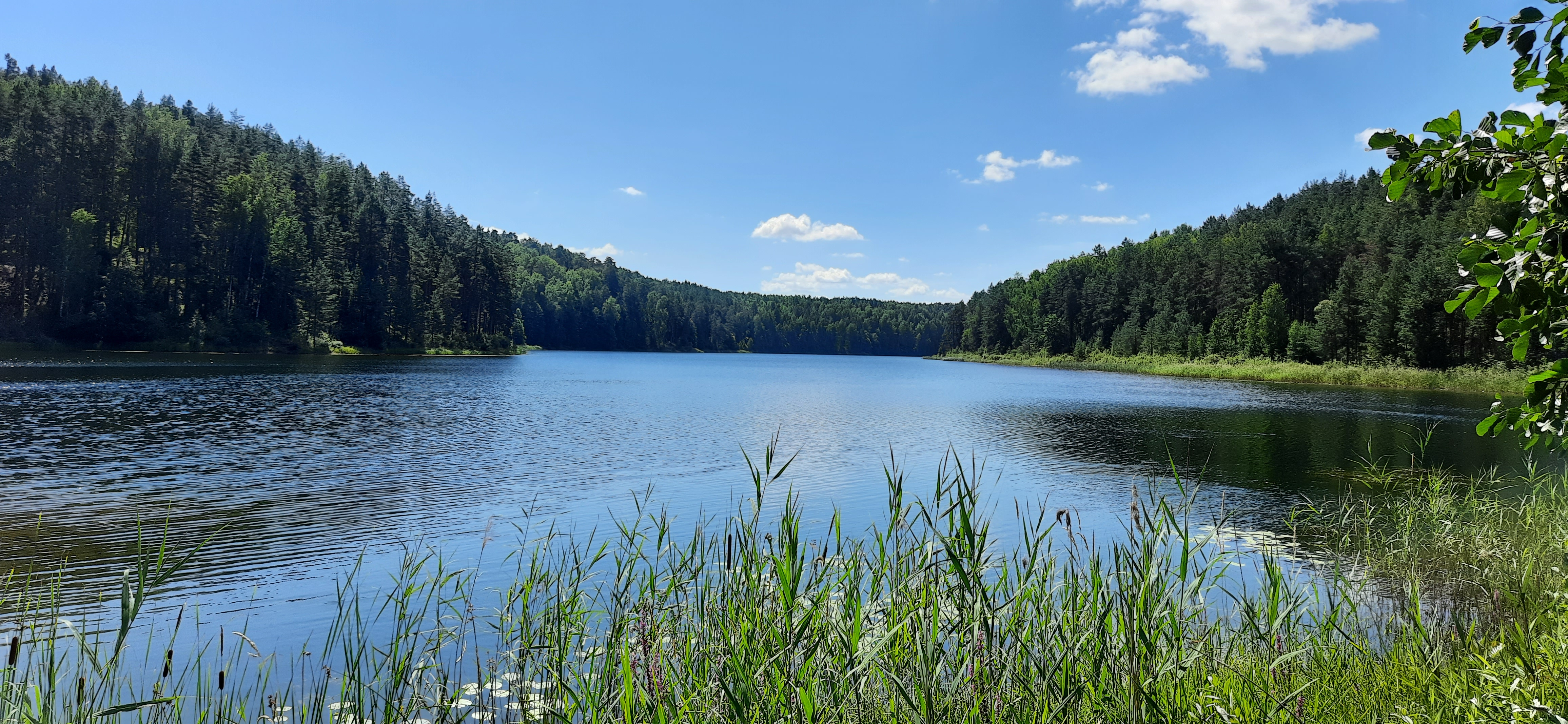

Озеро расположено в центральной части Волжского района Марий Эл, на юго-востоке национального парка «Марий Чодра», на высоте 66 м над уровнем моря, в 2 км на запад от села Алексеевское и в 3 км на северо-восток от озера Яльчик. Озеро расположено в левобережье нижнего течения реки Илеть.

## Геология и гидрология
Глухое, как и большинство озёр Марий Эл, имеет карстовое (провальное) происхождение, образовано от слияния нескольких карстовых воронок и имеет длинную, узкую, серпообразную форму.
Наибольшая глубина — 26 м, ширина — 100 м, длина — 950 м, площадь — 9,5 га (по другим данным — 28,85 га).
Берега озера ступенчатые (в восточной части — крутые), продольные береговые террасы свидетельствуют об уменьшении уровня воды в озере. Дно имеет несколько впадин.
В озеро впадает два пересыхающих в летнее время ручья — Овражка и Рябиновый Ключ, стока нет.
Вода Глухого озера имеет высокую прозрачность, в летнее время — до 5 м, осенью — до 3,5 м.

## Флора
На берегах озера произрастают зелёномошниковые и лишайниковые сосняки, в низинной части — смешанные елово-берёзово-ольховые насаждения. На мелководье произрастает камыш, тростник, стрелолист, рогоз.

## Фауна
По наблюдениям 1993—2000 годов в составе ихтиоценоза озера отмечено три вида рыб: верховка, окунь, плотва. В более ранних наблюдениях М. Д. Рузского (1906 года) отмечался только единственный вид — плотва, в наблюдениях 1988 года сотрудники МарГУ отмечали три вида: плотва, окунь и золотой карась.
Малакофауна озера: 6 видов брюхоногих и 4 вида двустворчатых моллюсков.

## Экология и охрана природы
Глухое активно использовалось туристами из близлежащих регионов для отдыха. Озеро испытывало значительную нагрузку из-за вытаптывания прибрежной растительности и замусоривания. С 2011 года посещение озера запрещено.
Рябиновый ключ, впадающий в озеро, проходит через трассу газопровода «Уренгой — Помары — Ужгород», из-за эрозионных процессов на площади водозабора при впадении в озеро ручей образует конус выноса песка, что приводит к заиливанию северной части озера.